# Assembleia Legislativa da Colúmbia Britânica

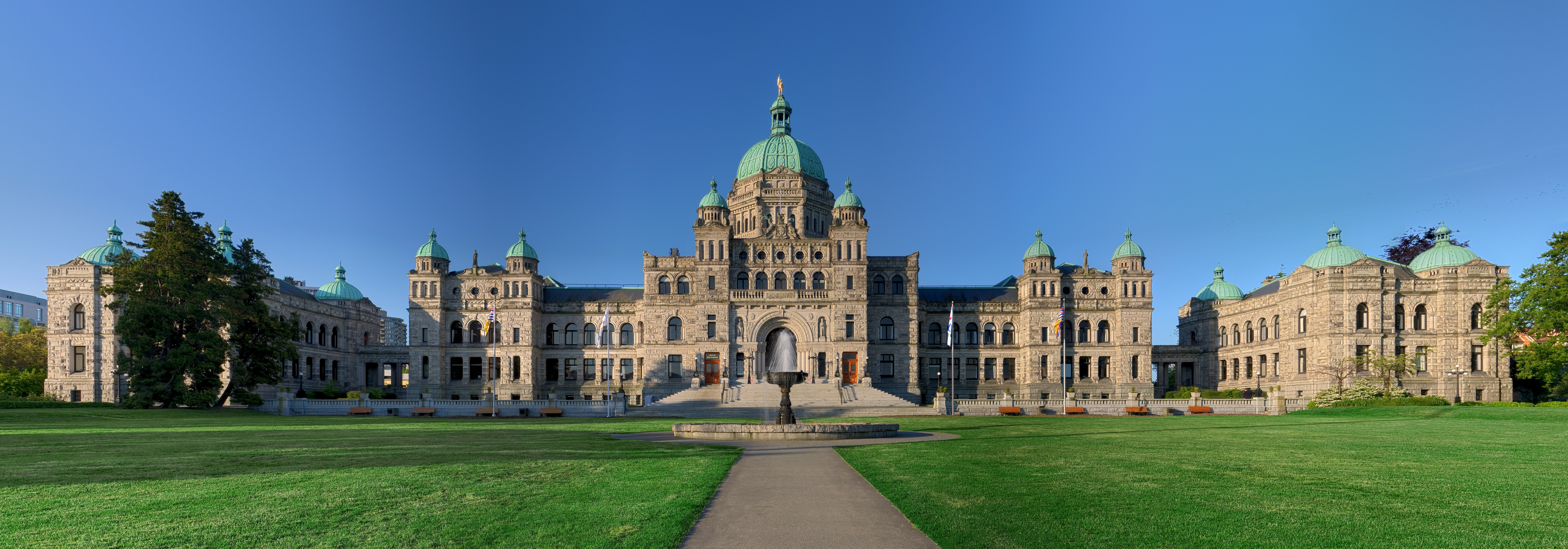
Localizado na Victoria (Colúmbia Britânica) e oficialmente inaugurado em 1898 com uma longa fachada de 500 pés, domo central, dois pavilhões final, e uma estátua revestida em ouro do Capitão George Vancouver, o Edifícios Legislativos da Colúmbia Britânica é a sede da Assembleia Legislativa da Colúmbia Britânica.

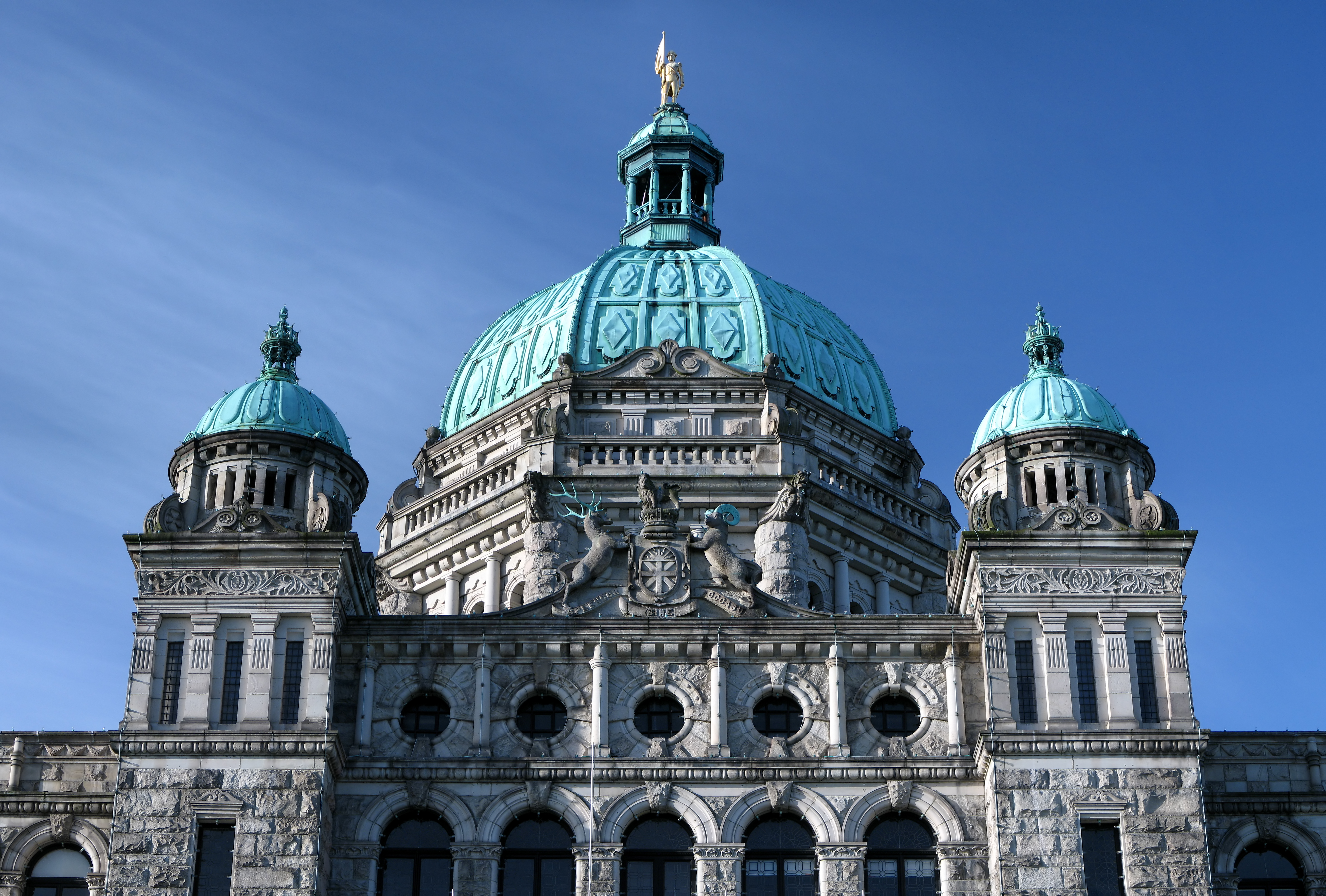
O telhado do edifício do Parlamento com a estátua revestida em ouro do Capitão George Vancouver

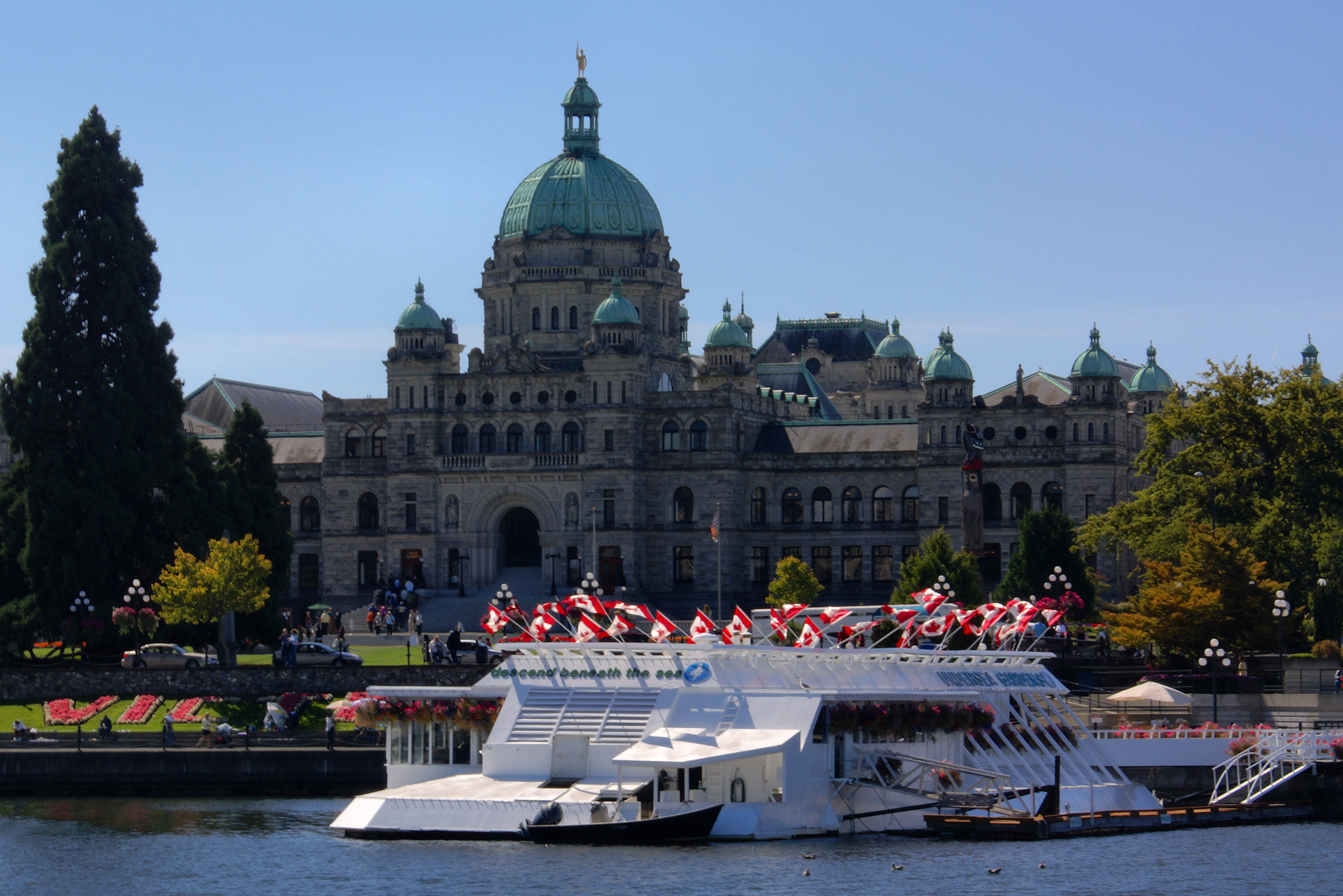
Os prédios do Legislativo, Victoria, BC. (Pacific Undersea Gardens também retratado.)

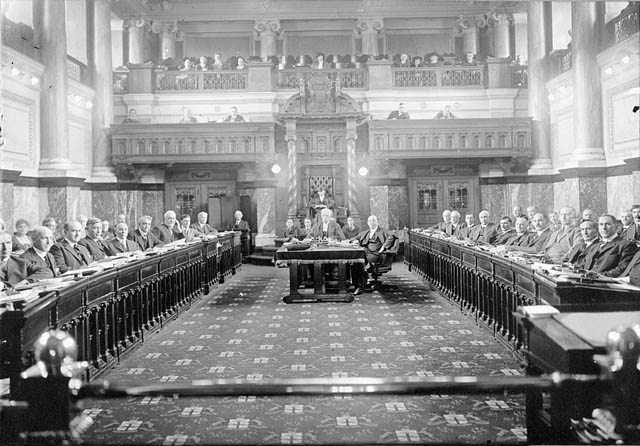
A legislatura da Colúmbia Britânica, em sessão, 1921

A Assembleia legislativa da Colúmbia Britânica é um dos dois componentes do Parlamento da Colúmbia Britânica, a parlamento provincial (o outro é a Rainha do Canadá, representado na sua ausência, pelo Tenente-governador da Colúmbia Britânica).
Parlamento reúne-se em Victoria. Os membros são referidos como membros da Assembléia Legislativa (MLAs). O atual Parlamento é o 39º Parlamento. A mais recente eleição geral, foi o Eleições gerais realizadas em 12 de maio de 2009.
Anais da Assembléia Legislativa são transmitidos por cabo para os telespectadores na província,   pela Hansard TV.

## Sessões
- 2009 - presente: 39º Parlamento da Colúmbia Britânica
- 2005 - 2009: 38º Parlamento da Colúmbia Britânica
- 2001 - 2005: 37º Parlamento da Colúmbia Britânica